# Де-Кемпен

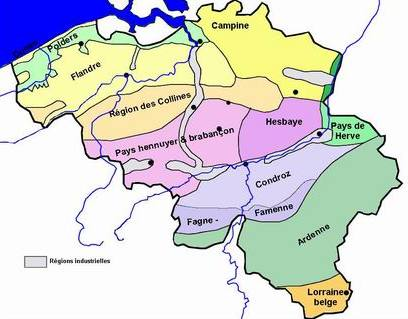
Природные регионы Бельгии. Кампин показан ярко-жёлтым цветом

Де-Кемпен или Кампин (нидерл. De Kempen; фр. Campine) — природный регион, охватывающий северо-восток Фландрии (Бельгия, части провинций 
Антверпен и Лимбург), а также юго-восток Нидерландов (Часть провинции Северный Брабант). Делится на несколько более мелких природных областей.
Топоним происходит от латинского Campina (поле, равнина). Исторически представлял собой глинисто-песчаную равнину с небольшими вкраплениями сосновых лесов и вересковых пустошей. Близ поселения Ломмел имеется даже песчаный массив под названием Ломмельская Сахара. Промышленность в Кампине долгое время была неразвита из-за относительно низкой плотности населения и почти полного отсутствия крупных городов. Всё это, однако, позволило природе лучше сохраниться. Кроме того, регион издавна любили монахи. Из-за неплодородных почв крупномасштабное сельское хозяйство также долгое время было представлено лишь небольшими частными фермами, на которых когда-то была выведена местная кампинская порода кур, и которые в настоящее время превращены в гостиницы для туристов и спортсменов. В регионе располагаются национальный парк Хоге-Кемпен, а также заказник «Де-Теут».
Кемпен оставался бедным аграрным регионом до начала XX века, однако с начала века (особенно - после Первой мировой войны) в регионе началась индустриализация, во многом определявшаяся наличием полезных ископаемых. В начале XX в бельгийском Лимбурге были разведаны запасы угля, после Первой мировой войны началась промышленная добыча. 
Благодаря наличию чистого (свободного от примесей) стекла, регион также стал привлекать стекольную промышленность. После Первой мировой войны в городе Мол был построен крупный завод по производству оконного стекла. 
После Второй мировой войны в городе Мол был создан бельгийский центр атомных исследований, имеющий действующий атомный реактор. 